# أراليا خيمية
أراليا خيمية (الاسم العلمي: Aralia apioides) هي نوع من النباتات تتبع جنس الأراليا من الفصيلة الأرالية.